# Liste des matchs de l'équipe du Lesotho de football par adversaire
Cette liste présente les matchs de l'équipe du Lesotho de football par adversaire rencontré.
- Haut – A
- B
- C
- D
- E
- F
- G
- H
- I
- J
- K
- L
- M
- N
- O
- P
- Q
- R
- S
- T
- U
- V
- W
- X
- Y
- Z

## A

### Angola
Confrontations entre l'Angola et le Lesotho :
| Date            | Lieu     | Match            | Score | Compétition  |
| 10 mars 1990    | Maputo   | Lesotho - Angola | 1-3   | Match amical |
| 4 juillet 1999  | Maseru   | Lesotho - Angola | 0-1   | Match amical |
| 23 juillet 2000 | Maseru   | Lesotho - Angola | 2-1   | Match amical |
| 7 janvier 2001  | Manzini  | Angola - Lesotho | 2-0   | Match amical |
| 30 avril 2006   | Maseru   | Lesotho - Angola | 1-3   | Match amical |
| 28 juillet 2007 | Gaborone | Angola - Lesotho | 2-0   | Match amical |

## C

### Comores

#### Confrontations
Confrontations entre le Lesotho et les Comores :
|   | Date            | Lieu    | Match             | Score | Compétition                                                                   |
| - | --------------- | ------- | ----------------- | ----- | ----------------------------------------------------------------------------- |
| 1 | 24 juillet 2008 | Secunda | Comores - Lesotho | 0-1   | Coupe COSAFA 2008 (gr. B)                                                     |
| 2 | 7 octobre 2015  | Moroni  | Comores - Lesotho | 0-0   | Éliminatoires de la Coupe du monde 2018 : zone Afrique (1er tour)             |
| 3 | 13 octobre 2015 | Maseru  | Lesotho - Comores | 1-1   | Éliminatoires de la Coupe du monde 2018 : zone Afrique (1er tour)             |
| 4 | 17 mai 2017     | Moroni  | Comores - Lesotho | 2-0   | Qualifications au Championnat d'Afrique des nations 2018 (zone Sud - 2e tour) |
| 5 | 23 juillet 2017 | Maseru  | Lesotho - Comores | 1-0   | Qualifications au Championnat d'Afrique des nations 2018 (zone Sud - 2e tour) |

#### Bilan
Au 17 avril 2019 :
- Total de matchs disputés : 5
- Victoires du Lesotho : 2
- Matchs nuls : 2
- Victoires des Comores : 1
- Total de buts marqués par le Lesotho : 3
- Total de buts marqués par les Comores : 3

## M

### Maurice
| Date              | Lieu              | Match             | Score | Compétition                                     |
| 16 septembre 1973 | Lesotho           | Lesotho - Maurice | 0-0   | Qualifications Coupe d'Afrique des nations 1974 |
| 30 septembre 1973 | Maurice           | Maurice - Lesotho | 5-1   | Qualifications Coupe d'Afrique des nations 1974 |
| 3 décembre 1978   | Maurice           | Maurice - Lesotho | 0-1   | Qualifications Coupe d'Afrique des nations 1980 |
| 17 décembre 1978  | Lesotho           | Lesotho - Maurice | 1-2   | Qualifications Coupe d'Afrique des nations 1980 |
| 6 mai 1979        | Lesotho           | Lesotho - Maurice | 4-1   | Qualifications Jeux olympiques 1980             |
| 13 mai 1979       | Maurice           | Maurice - Lesotho | 2-3   | Qualifications Jeux olympiques 1980             |
| 8 août 1992       | Lesotho           | Lesotho - Maurice | 1-0   | Match amical                                    |
| 9 août 1992       | Lesotho           | Lesotho - Maurice | 2-2   | Match amical                                    |
| 2 août 1998       | Maseru, Lesotho   | Lesotho - Maurice | 1-1   | Qualifications Coupe d'Afrique des nations 2000 |
| 23 août 1998      | Curepipe, Maurice | Maurice - Lesotho | 3-1   | Qualifications Coupe d'Afrique des nations 2000 |
| 30 mai 1999       | Lesotho           | Lesotho - Maurice | 1-2   | Match amical                                    |
| 21 octobre 2009   | Harare, Zimbabwe  | Maurice - Lesotho | 0-1   | Coupe COSAFA 2009                               |

### Mauritanie
| Date        | Lieu            | Match                | Score | Compétition  |
| 4 juin 2017 | Maseru, Lesotho | Lesotho - Mauritanie | 1-0   | Match amical |

## S

### Sénégal
Confrontations entre le Sénégal et le Lesotho :
| Date             | Lieu   | Match             | Score | Compétition                     |
| 8 septembre 2002 | Maseru | Lesotho - Sénégal | 0-1   | Qualifications pour la CAN 2004 |
| 14 juin 2003     | Dakar  | Sénégal - Lesotho | 3-0   | Qualifications pour la CAN 2004 |

### Sierra Leone

#### Confrontations
Confrontations entre la Sierra Leone et le Lesotho :
|   | Date             | Lieu     | Match                  | Score | Compétition                                                  |
| - | ---------------- | -------- | ---------------------- | ----- | ------------------------------------------------------------ |
| 1 | 13 novembre 2019 | Freetown | Sierra Leone - Lesotho | 1-1   | Qualifications à la Coupe d'Afrique des nations 2021 (gr. L) |
|   | 5 octobre 2020   |          | Lesotho - Sierra Leone |       | Qualifications à la Coupe d'Afrique des nations 2021 (gr. L) |

#### Bilan
Au 22 novembre 2019 :
- Total de matchs disputés : 1
- Victoires de la Sierra Leone : 0
- Matchs nuls : 1
- Victoires du Lesotho : 0
- Total de buts marqués par la Sierra Leone : 1
- Total de buts marqués par le Lesotho : 1